# Money in the Bank (2016)
Money in the Bank (2016) – gala wrestlingu, wyprodukowana przez federację WWE. Odbyła się 19 czerwca 2016 roku w T-Mobile Arena w Las Vegas w stanie Nevada. Była emitowana na żywo za pośrednictwem WWE Network oraz w systemie pay-per-view. Była to siódma gala z cyklu Money in the Bank.
Na gali odbyło się 11 walk, w tym dwie na pre-showie. Walką wieczoru było starcie między WWE World Heavyweight Championem Romanem Reignsem a pretendentem do tytułu Sethem Rollinsem. Rollins pokonał Reignsa, jednak chwilę później zdobywca walizki Money in the Bank Dean Ambrose wykorzystał kontrakt na walkę z mistrzem i wygrał pojedynek z Rollinsem. Tym samym, stał się posiadaczem WWE World Heavyweight Championship po raz pierwszy.

## Przygotowania
Money in the Bank oferowało walki profesjonalnego wrestlingu z udziałem różnych wrestlerów z istniejących oskryptowanych rywalizacji i storyline’ów, które są kreowane na głównych tygodniówkach WWE, Raw i SmackDown. Wrestlerzy zostali przedstawieni jako heele (negatywni, źli zawodnicy i najczęściej wrogowie publiki) i face’owie (pozytywni, dobrzy i najczęściej ulubieńcy publiki), którzy rywalizują pomiędzy sobą w seriach walk mających budować napięcie. Kulminacją rywalizacji jest walka wrestlerska lub ich seria.
Walką charakterystyczną dla cyklu WWE Money in the Bank jest Money in the Bank ladder match, w którym zawodnicy walczą o zawieszoną nad ringiem walizkę Money in the Bank. W walizce znajduje się kontrakt upoważniający jego posiadacza do walki z obecnym WWE World Heavyweight Championem w dowolnym miejscu i czasie. Kontrakt może zostać wykorzystany do 12 miesięcy od dnia zdobycia walizki Money in the Bank.

### Rywalizacje

#### Roman Reigns vs. Seth Rollins
4 listopada 2015, Seth Rollins został zmuszony zawiesić WWE World Heavyweight Championship z powodu kontuzji. Rollins powrócił 22 maja 2016 na gali Extreme Rules i zaatakował posiadacza WWE World Heavyweight Championship Romana Reignsa po jego walce z AJ Stylesem. Następnej nocy na Raw, Rollins otrzymał pozwolenie na walkę z Reignsem na Money in the Bank.

#### Money in the Bank ladder match
23 maja na odcinku Raw, Sami Zayn, Cesaro, Chris Jericho, Dean Ambrose i Kevin Owens wygrali swoje walki o miejsce w Money in the Bank ladder matchu na gali. Do grona uczestników starcia o walizkę dołączył Alberto Del Rio po tym, jak 26 maja na SmackDown pokonał Zacka Rydera. Początkowo, w walce o walizkę miało wziąć udział siedmiu uczestników, lecz ostatecznie zdecydowano, że w Ladder matchu zawalczy sześciu zawodników.

#### John Cena vs. AJ Styles
30 maja na epizodzie Raw, John Cena powrócił do ringu po pięciomiesięcznej przerwie wywołanej kontuzją barku. AJ Styles chciał przywitać Cenę, lecz przerwali mu Luke Gallows i Karl Anderson. Wówczas Styles zaatakował Cenę, przechodząc na stronę Gallowsa i Andersona oraz reaktywując The Club. 3 czerwca ogłoszono, że Cena i Styles zmierzą się na Money in the Bank.

#### Fatal 4-Way Tag Team match
Na Payback, starcie o miano pretendenckie do WWE Tag Team Championship pomiędzy The Vaudevillains a Colinem Cassadym i Enzo Amorem zakończyło się no contestem po tym, jak Amore doznał wstrząśnienia mózgu. The Vaudevillains zmierzyli się z mistrzami The New Day na Extreme Rules, lecz nie udało im się wygrać starcia. 30 maja, podczas walki rewanżowej pomiędzy dwoma drużynami, Luke Gallows i Karl Anderson zaatakowali The New Day. Tydzień później, The Vaudevillains pokonali Amore'a i Cassady'ego, zaś The Club pokonało The New Day. Powracający do WWE Teddy Long wpadł na pomysł, aby na Money in the Bank odbył się Fatal 4-Way Tag Team match o WWE Tag Team Championship.

#### Rusev vs. Titus O'Neil
26 maja, United States Champion Rusev pokonał byłego mistrza Kalisto w walce o mistrzostwo. Po walce Titus O'Neil pomógł Kalisto wydostać się z założonej przez Ruseva dźwigni Accolade. 8 czerwca ogłoszono, że Rusev i O'Neil zmierzą się na gali w walce o tytuł mistrzowski.

#### Charlotte i Dana Brooke vs. Becky Lynch i Natalya
Na Extreme Rules, posiadaczka WWE Women's Championship, Charlotte, pokonała Natalyę dzięki interwencji Dany Brooke w pojedynek. 30 maja, Becky Lynch pomogła Natalyi odeprzeć atak ze strony Charlotte i Brooke. 13 czerwca ogłoszono, że na Money in the Bank Charlotte i Brooke zmierzą się z Lynch i Natalyą.

#### Baron Corbin vs. Dolph Ziggler
Na Extreme Rules, Baron Corbin pokonał Dolpha Zigglera w No Disqualifiaction matchu. 13 czerwca ogłoszono, iż rywale ponownie zmierzą się na Money in the Bank.

## Wyniki walk
| Nr                                                                   | Wyniki | Stypulacje                                                                                              | Czas  |
| -------------------------------------------------------------------- | --- | --- | ----- |
| 1P                                                                   | The Golden Truth (Goldust i R-Truth) pokonali Breezango (Fandango i Tyler Breeze)                                                                                          | Tag Team match                                                                                          | 5:06  |
| 2P                                                                   | The Lucha Dragons (Sin Cara i Kalisto) pokonali The Dudley Boyz (Bubba Ray Dudley i D-Von Dudley)                                                                          | Tag Team match                                                                                          | 8:48  |
| 3                                                                    | The New Day (Kofi Kingston, Big E (w/ Xavier Woods)) (c) pokonali The Vaudevillains (Aiden English i Simon Gotch), Enzo Amore i Big Cass oraz Luke Gallows i Karl Anderson | Fatal 4-Way Tag Team match o WWE Tag Team Championship                                                  | 11:43 |
| 4                                                                    | Baron Corbin pokonał Dolpha Zigglera | Singles match                                                                                           | 12:25 |
| 5                                                                    | Charlotte i Dana Brooke pokonały Natalyę i Becky Lynch | Tag Team match                                                                                          | 7:00  |
| 6                                                                    | Apollo Crews pokonał Sheamusa | Singles match                                                                                           | 8:36  |
| 7                                                                    | AJ Styles pokonał Johna Cenę | Singles match                                                                                           | 24:10 |
| 8                                                                    | Dean Ambrose pokonał Kevina Owensa, Samiego Zayna, Cesaro, Chrisa Jericho i Alberto Del Rio                                                                                | Money in the Bank ladder match                                                                          | 21:38 |
| 9                                                                    | Rusev (c) pokonał Titusa O'Neila | Singles match o WWE United States Championship                                                          | 8:30  |
| 10                                                                   | Seth Rollins pokonał Romana Reignsa (c) | Singles match o WWE World Heavyweight Championship                                                      | 26:00 |
| 11                                                                   | Dean Ambrose pokonał Setha Rollinsa (c) | Singles match o WWE World Heavyweight Championship Ambrose wykorzystał swój kontrakt Money in the Bank. | 0:09  |
| (c) – mistrz/mistrzyni przed walkąP – walka miała miejsce w pre-show | | |       |